# Eva Hacurová
Eva Hacurová (* 20. března 1993 Prostějov) je česká herečka.

## Životopis
Narodila se v Prostějově, vystudovala konzervatoř v Brně a Divadelní akademii múzických umění v Praze. V současnosti působí v Divadle v Dlouhé a Studiu Hrdinů.

Získala Cenu divadelní kritiky v kategorii Talent roku (2017). Za svůj herecký výkon ve filmu Chyby byla nominována na Českého lva pro nejlepší herečku ve vedlejší roli.

## Role (výběr)

### Divadelní role

#### Divadlo DISK
- 2015 Ödön von Horváth: Povídky z vídeňského lesa, Valerie, Divadlo DISK, režie Josef Kačmarčík
- 2015 Dennis Kelly: Rituální vražda Gorge Mastromase, Účinkující, Divadlo DISK, režie Adam Svozil

#### Studio Hrdinů
- 2017 Wolfram Lotz: Pár vzkazů veškerenstvu, Účinkující, Studio Hrdinů, režie Jan Horák a Michal Pěchouček

#### Divadlo v Dlouhé
- 2016 Gončarov: Oblomov, režie Hana Burešová
- 2016 Bertold Brecht: Hovory na útěku, režie Jan Borna
- 2016 William Shakespeare: Mnoho povyku pro nic, režie Hana Burešová (v alternaci s Helenou Dvořákovou)
- 2017 Alois Jirásek: Lucerna, Mladá kněžna, režie Hana Burešová (v alternaci s Veronikou Lazorčákovou)
- 2017 Sue Townsendová, Miroslav Hanuš: Tajný deník Adriana Molea ve věku 13 a ¾, Pauline Moleová, režie Miroslav Hanuš
- 2017 Jan Bílý: Dating v osmi, Účinkující, režie Adéla Stodolová
- 2017 A. P. Čechov: Racek, režie SKUTR
- 2018 Sofoklés: Élektra, Élektra, režie Hana Burešová
- 2019 Maria Wojtyszko: Nebe – peklo, Máma, režie Jakub Krofta
- 2019 Jan Otčenášek, Hana Burešová, Štěpán Otčenášek: Romeo, Julie a tma, Alena, režie Hana Burešová
- 2019 William Shakespeare, SKUTR: Sonety, režie SKUTR
- 2020 Michael Frayn: Bez roucha, Poppy Norton-Taylorová (v alternaci s Marií Poulovou), režie Hana Burešová

### Televize
- Vraždy v kruhu (2015)
- Most! (2019) – recepční
- Jak si nepodělat život: Až budou krávy lítat (2019) – Bětka
- Místo zločinu Ostrava (2020) – Aneta Nová
- Ulice (2020) – Alice
- Pan profesor (2021) – Mgr. Barbora Růžičková
- Kukačky (2023) - Kamila Tesařová

### Film
- Chyby (2021) - nominace na cenu Český lev - nejlepší herečka ve vedlejší roli